# Iglesia de Santiago (A Coruña)

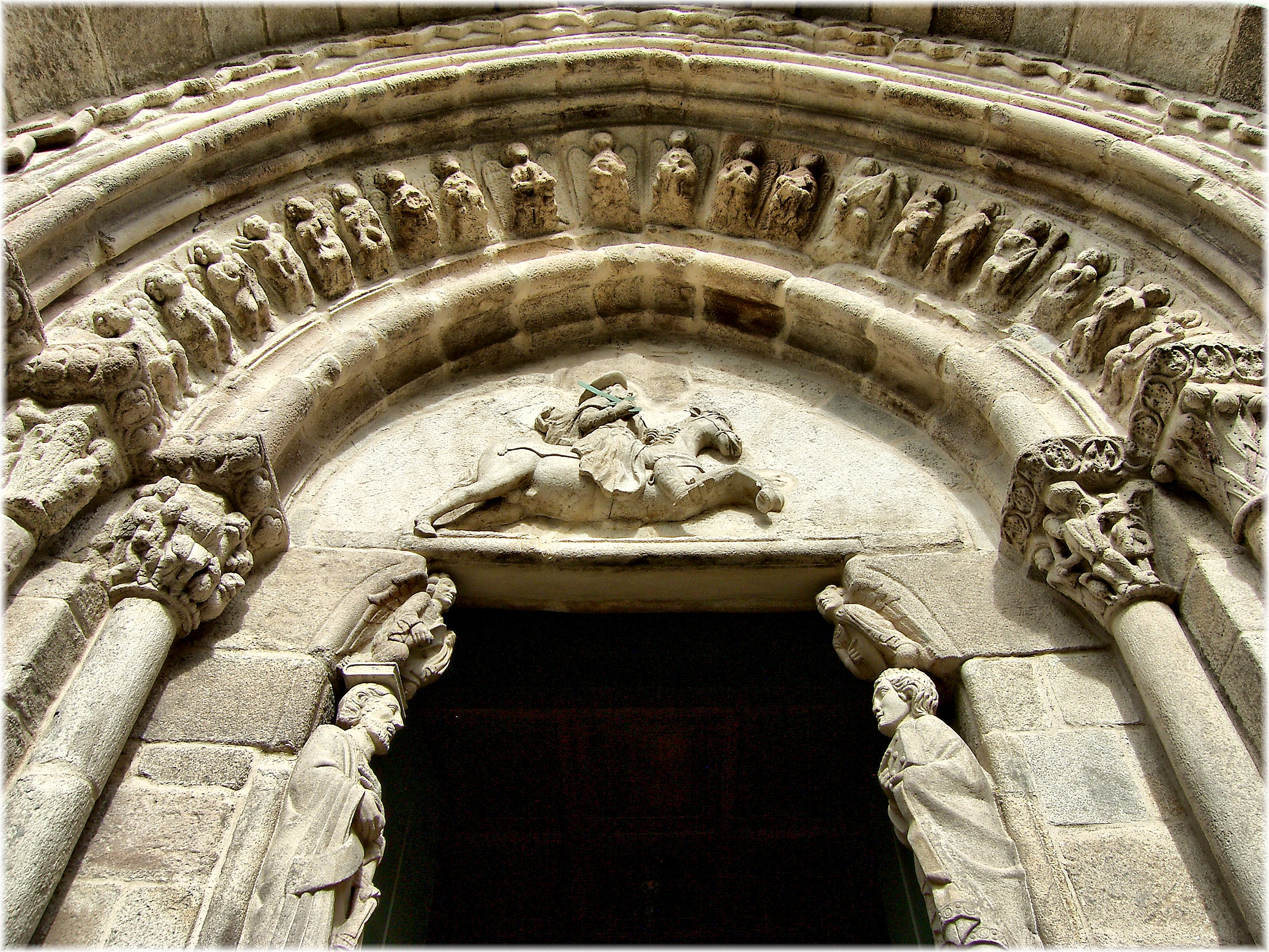

Iglesia de Santiago là một nhà thờ ở A Coruña, A Coruña (tỉnh), Galicia (Tây Ban Nha), Tây Ban Nha. Nhà thờ thành lập vào thế kỷ 12 và trở thành di tích lịch sử vào ngày 18 tháng 08 năm 1972.